# أحمد عبد الرحمن السماوي
أحمد عبد الرحمن علي السماوي مواليد 1946م خبير اقتصادي يمني. شغل منصب محافظ البنك المركزي اليمني لمدة ثلاثة عشر عاماً 1997م - 2010م. وقد أسهم في ترتيب وتحسين أداء القطاع المصرفي اليمني، وإدخال الأنظمة المتطورة فيه، وهو أول من أعد ميزانية علمية في اليمن عام 1972م. يعمل حالياً كعضو في مجلس الشورى اليمني.

## تعليمه
- دبلوم دراسات متقدمة في الاقتصاد والدراسات الاجتماعية ، جامعة مانشستر، إنجلترا، عام 1976م.
- دبلوم في التنمية الشاملة ، معهد الكويت للتخطيط الاقتصادي والاجتماعي، الكويت ، عام 1970م.
- بكالوريوس في الاقتصاد من جامعة الإسكندرية، كلية التجارة، عام 1968م.
- الثانوية العامة، مدرسة السعيدية الثانوية، القاهرة، عام 1963م.

## الوظائف التي شغلها
- 2010م – الآن، عضو مجلس الشورى اليمني.
- 1997 - 2010م، محافظ البنك المركزي اليمني.[6][7][8]
- 1991 - 1997م، مستشار بمجلس الرئاسة وعضو اللجنة العليا للانتخابات.[9]
- 1985 - 1991م، عضو مجلس إدارة UBAF، باريس[4]
- 1985م - 1990م، رئيس مجلس إدارة البنك اليمني للإنشاء والتعمير.[10]
- 1983م - 1985م، مدير تنفيذي ورئيس مجلس إدارة صندوق النقد العربي: أبوظبي.
- 1980م - 1983م، مدير عام مكتب رئاسة مجلس الوزراء.
- 1978م - 1980م، وزير المالية اليمني.
- 1977م - 1978م، نائب وزير المالية.
- 1976م - 1977م، رئيس المكتب الفني لرئاسة الوزراء.
- 1974م - 1976م، نائب وزير المالية
- 1972م - 1974م، رئيس المكتب المركزي للميزانية.
- 1968م - 1972م، مدير عام إدارة النقد والبنوك في وزارة الاقتصاد.[4][5][11]

## الإنتاج الفكري

### الكتب
- 2023م- كتاب الرسائل
- 2021م– الكشكول (تجارب-رحلات-قصص-مصارف-نقود-مؤتمرات-رسائل-صور).[12]
- 2020م– مختارات من حصاد الأيام.[13]
- 2020م– مفاهيم ومصطلحات في الاقتصاد والمال والمصارف.[14]
- 2018م– المالية العامة وملامح من التاريخ المالي لليمن وإعداد أول ميزانية في تاريخه.[15]
- 2017م– المصارف التاريخ والملامح وتجربة اليمن في الإصلاح النقدي والمصرفي.[16]
- 2016م–النقود والموروث اليمني من قبل الإسلام حتى العصر الحديث.
- 2014م – الانطلاق إلى الكون الواسع: ذكريات طفل مغترب.[17]
- 2014م – بين الغرب والشرق (رحلة إلى مدن أوروبية وبومباي في الهند).[18]
- 2013م – تأملات في الكون والحياة.[19]
- 2012م – مراحل من حياتي: والمساهمة في بناء اليمن الحديث.[20]
- 2007م – تجربة السياسة النقدية وإصلاح القطاع المصرفي في اليمن.[21]
- 1969م – القروض واستخدامها الاستخدام الأمثل، ومشكلة التنمية في الجمهورية العربية اليمنية.
- 1971م – القروض والمنح الخارجية للإنماء الاقتصادي والاجتماعي، طُوِّرَت هذه الدراسة تحت عنوان القروض والمساعدات الأجنبية من أجل التنمية الاقتصادية.[22]

### المقالات
- في عصر التكتلات التجارية العملاقة – التجارة العربية إلى أين؟ صحيفة الثورة.
- الخصخصة أم التخصيصية، هوس بيع القطاع العام للقطاع الخاص نشر في صحيفة الثورة.[23]

## مجال أدب الرحلات
- رحلة إلى الفردوس المفقود (الأندلس) في إسبانيا.[24][25]
- رحلة إلى مدينة القارتين (إسطنبول) في تركيا.[26]
- رحلة إلى الجنة التي فقدت من أبينا آدم (بالي) في إندونيسيا.